# Rhexipanchax
Rhexipanchax is een geslacht van straalvinnige vissen uit de familie van Poeciliidae (Levendbarende tandkarpers).

## Soorten
- Rhexipanchax kabae (Daget, 1962)
- Rhexipanchax lamberti (Daget, 1962)
- Rhexipanchax nimbaensis (Daget, 1948)
- Rhexipanchax schioetzi (Scheel, 1968)